# Diane et Apollon perçant de leurs flèches les enfants de Niobé
Diane et Apollon perçant de leurs flèches les enfants de Niobé est un tableau de Jacques-Louis David peint en 1772 pour le concours du grand Prix de Rome. Représentatif du style rococo qui caractérise la période de formation du peintre, le tableau est emblématique pour être la cause d'un conflit entre David et le jury de l'Académie royale de peinture et de sculpture, qui refusa le premier prix à David à la suite d'un vote arrangé.

## Contexte

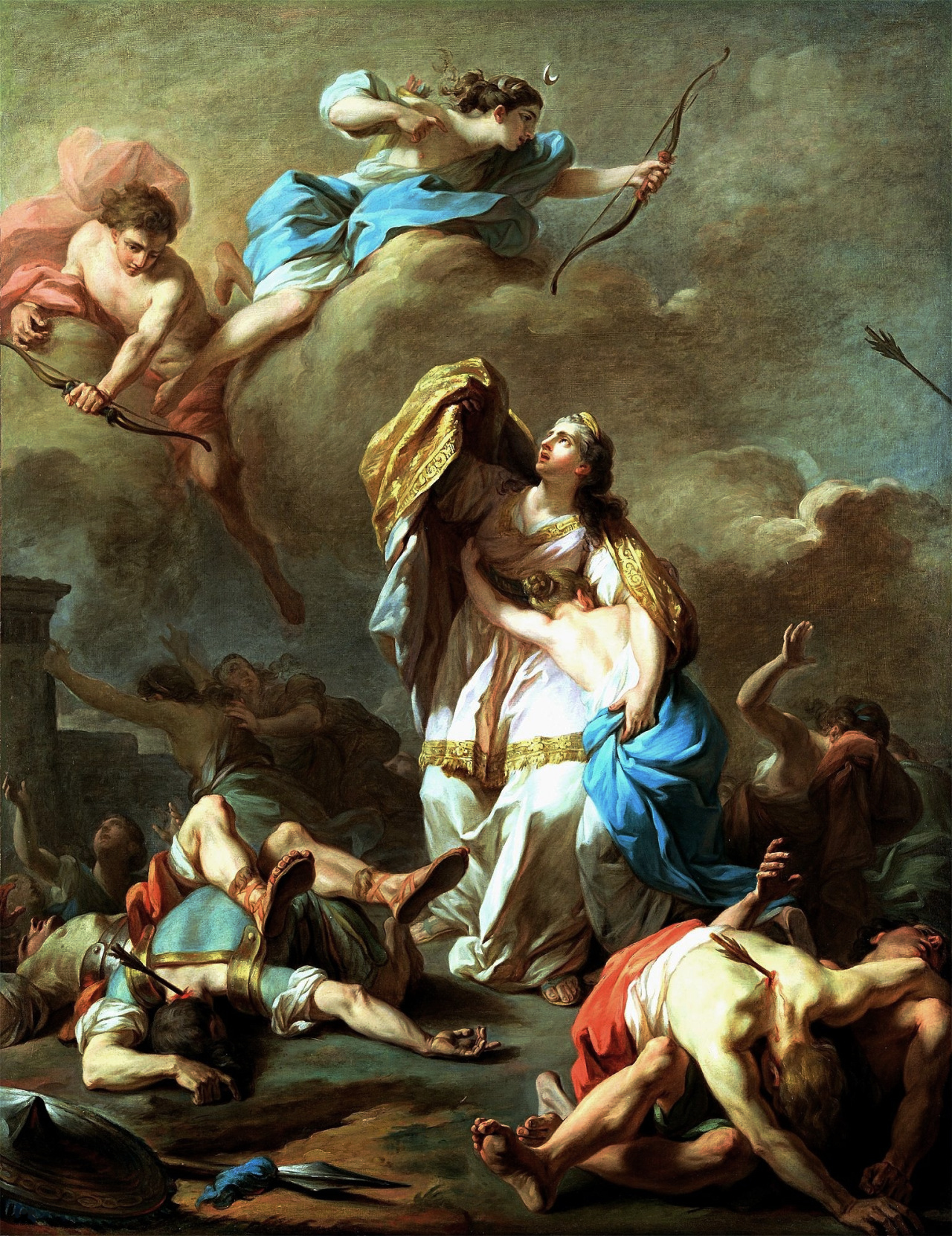
Diane et Apollon perçant de leurs flèches les enfants de Niobé version de Pierre-Charles Jombert lauréat du Grand Prix de Rome en concurrence avec la version de David.

Réalisée par l'artiste pour sa deuxième présentation au Prix de Rome, cette toile a été traitée de la manière la plus injuste par l'Académie. C'est le deuxième échec du peintre à ce concours et pourtant « Ce prix lui est dû, on l'en frustre par le biais d'intrigues. » Des documents personnels du peintre et les analyses de ses biographes confirment une cabale contre lui. Les professeurs lui préfèrent deux autres élèves, Pierre-Charles Jombert et Anicet Charles Gabriel Lemonnier, qui ont tous deux le prix ex æquo. Ce scandale révèle les pratiques contestables de l'Académie. À la suite de cet échec, David envisage le suicide en se laissant mourir de faim dans sa chambre, tentative qui fut abandonnée après l'intervention de Sedaine et d'un membre du jury, le peintre Doyen, qui lui était favorable.

## Description
Le tableau représente le massacre des enfants de Niobé par Apollon et Diane furieux que Niobé qui se vantait d'avoir eu de nombreux enfants se soit comparée à leur mère Léto qui n'a eu que deux descendants.
Dans cette œuvre ambitieuse et expressive « jusqu'à la théâtralité », David abandonne son modèle (Boucher) pour retrouver le style le plus noble du XVIIe siècle.
Le tableau a été acquis le 27 février 2008 par le Dallas Museum of Art.